# Trastorno del espectro alcohólico fetal
Los trastornos del espectro alcohólico fetal (TEAF) son un grupo de condiciones que pueden ocurrir en una persona cuya madre bebió alcohol durante el embarazo. Los síntomas pueden incluir una apariencia anormal, baja estatura, bajo peso corporal, tamaño de cabeza pequeño, mala coordinación, baja inteligencia, problemas de comportamiento, dificultades de aprendizaje y problemas de audición o vista. Los afectados son más propensos a tener problemas en la escuela, problemas legales, participar en actividades de alto riesgo y tener problemas con el alcohol u otras drogas. La forma más grave de la afección se conoce como síndrome alcohólico fetal (SAF). Otros tipos incluyen el síndrome alcohólico fetal parcial (pFAS), el trastorno del neurodesarrollo relacionado con el alcohol (ARND) y los defectos congénitos relacionados con el alcohol (ARBD). Algunos aceptan solo el SAF como diagnóstico, considerando que la evidencia no es concluyente con respecto a otros tipos.
Los trastornos del espectro alcohólico fetal son causados por una madre que bebe alcohol durante el embarazo. Encuestas de los Estados Unidos encontraron que alrededor del 10 % de las mujeres embarazadas bebieron alcohol en el último mes y entre el 20 % y el 30 % bebieron en algún momento durante el embarazo. Alrededor del 3,6 % de las mujeres estadounidenses embarazadas son alcohólicas. El riesgo de TEAF depende de la cantidad consumida y la frecuencia del consumo, así como en qué momento del embarazo se consumió el alcohol. Otros factores de riesgo incluyen la edad avanzada de la madre, el tabaquismo y una dieta deficiente. No se conoce una cantidad o momento seguro para beber alcohol durante el embarazo. Si bien beber pequeñas cantidades no causa anomalías en la cara, puede causar problemas de comportamiento. El alcohol cruza la barrera hematoencefálica y afecta directa e indirectamente al bebé en desarrollo. El diagnóstico se basa en los signos y síntomas de la persona.
Los trastornos del espectro alcohólico fetal se pueden prevenir evitando el alcohol. Por esta razón, las autoridades médicas recomiendan no beber alcohol durante el embarazo o mientras se intenta quedar embarazada. Si bien la afección es permanente, el tratamiento puede mejorar los resultados. Las intervenciones pueden incluir terapia de interacción entre padres e hijos, esfuerzos para modificar el comportamiento del niño y posiblemente medicamentos.
Se estima que el FASD afecta entre el 1 % y el 5 % de las personas en los Estados Unidos y Europa occidental. Se cree que el SAF ocurre entre 0,2 y 9 de cada 1000 nacidos vivos en los Estados Unidos. En Sudáfrica, algunas poblaciones tienen tasas de hasta el 9 %. Los efectos negativos del alcohol durante el embarazo han sido descritos desde la antigüedad. El costo de por vida por niño con FAS en los EE. UU. fue de $ 2 000 000 en 2002. El término síndrome de alcoholismo fetal se utilizó por primera vez en 1973.